# Begonia ludwigii
Espèce
Synonymes
- Begonia ecuador hort. ex E. K. Gray[1]

Statut de conservation UICN

 EN B1ab(iii) : En danger
Begonia ludwigii est une espèce de plantes de la famille des Begoniaceae.
L'espèce fait partie de la section Knesebeckia.
Elle a été décrite en 1937 par Edgar Irmscher (1887-1968).

## Répartition géographique
Cette espèce est originaire du pays suivant : Équateur.